# Нортруп
Нортруп (нем. Nortrup) — община в Германии, в земле Нижняя Саксония.
Входит в состав района Оснабрюк. Подчиняется управлению Артланд. Население составляет 2955 человек (на 31 декабря 2010 года). Занимает площадь 27,08 км².
| Год  | Население |
| ---- | --------- |
| 1990 | 2427      |
| 1995 | 2711      |
| 2000 | 2855      |
| 2005 | 2995      |
| 2010 | 2980      |